# Bandeira da Ilha de Lord Howe
A Bandeira da Ilha de Lord Howe é um símbolo não oficial da Ilha de Lord Howe, um território insular da Austrália.

## História
Seu desenho foi idealizado por John Vaughan, um vexilologista de Sydney. O desenho proposto ao conselho da ilha em 24 de maio de 1993 apresentava uma bandeira no estilo "British Union Jack" nas cores azul real e branco. Contudo, apenas em novembro de 1998 foi utilizada pela primeira vez, quando foi hasteada em vários pontos de observação na Ilha de Lord Howe e vem sendo hasteada desde então. Apesar do amplo uso, a bandeira não foi oficializada até o momento.

## Descrição

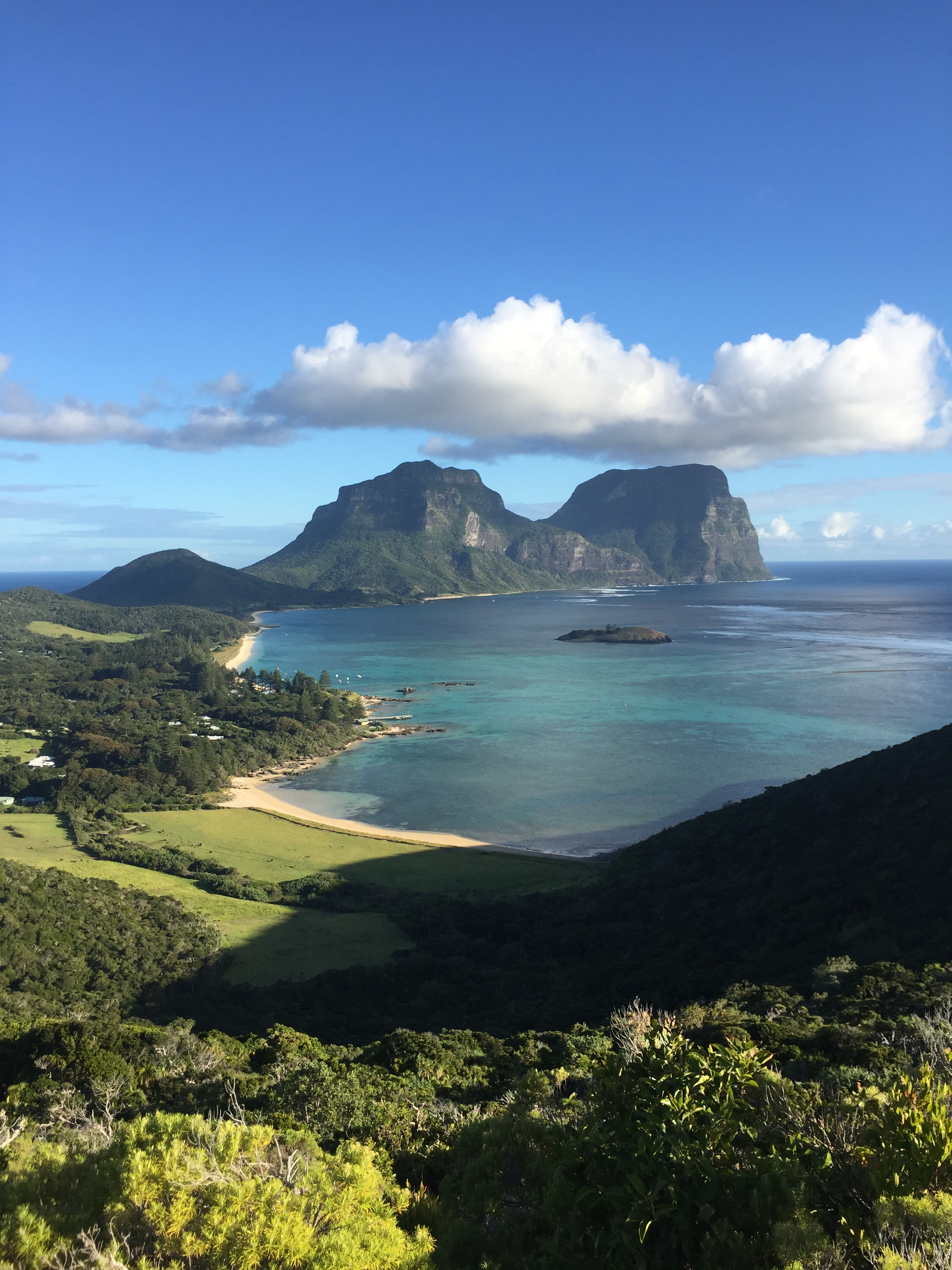
As silhuetas dos Montes Lidgbird e Gower e a Laguna de Lord Howe são mostradas na bandeira

Seu desenho consiste de um retângulo de proporção largura-comprimento de 1:2 de fundo azul com duas cruzes brancas sobrepostas, uma Cruz de São Jorge e uma Cruz de Santo André. No centro da bandeira há um disco na cor ouro sobre o qual há o desenho de uma paisagem da ilha na cor azul.
A largura dos braços da cruz de São Jorge é de 1/5 da largura e 1/10 do comprimento da bandeira. por sua vez, os braços da cruz de Santo André é de 1/8 da largura ou 1/16 do comprimento da bandeira.
As cores da bandeira são:
| Cor | Sistema Pantone | CMYK        | RGB           | Hex     |
| --- | --------------- | ----------- | ------------- | ------- |
|     | Branco          | 0.0.0.0     | 255, 255, 255 | #FFFFFF |
|     | Azul 280C       | 100.85.0.39 | 1, 33, 105    | #00205B |
|     | Amarelo 116C    | 0.10.98.0   | 255, 205, 0   | #FFCD00 |

## Simbolismo

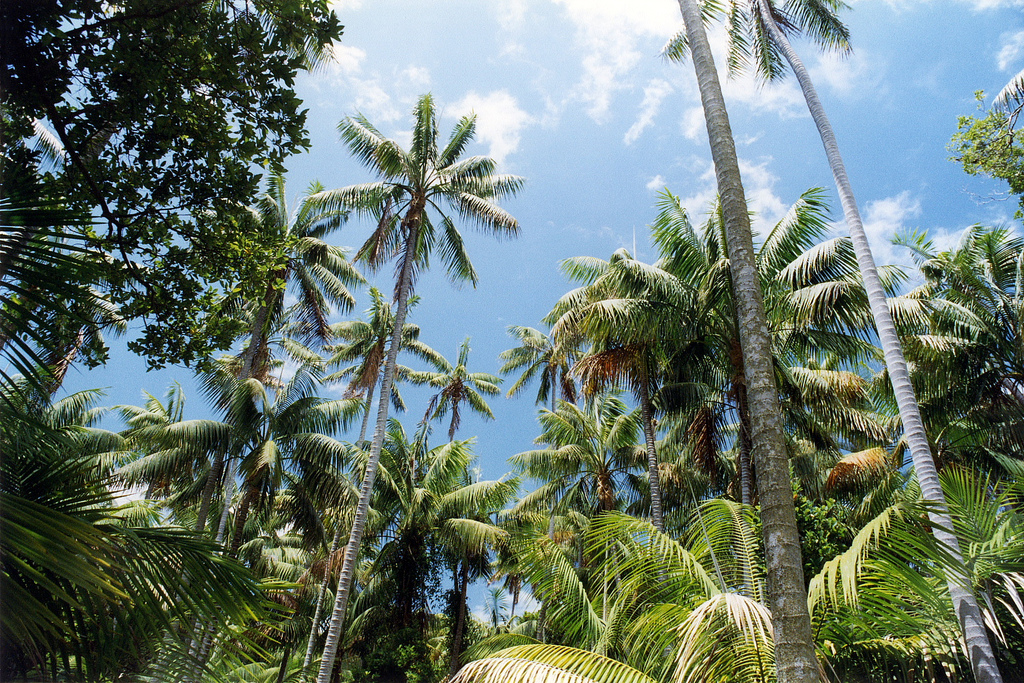
Palmeiras Kentia na Ilha Lord Howe

A história e as características geográficas da Ilha de Lord Howe foram a inspiração para o desenho da bandeira. O sol dourado alude ao calor e simpatia dos ilhéus, os raios prateados formados pelos braços das cruzes sobrepostas são vistos cintilando nas águas azuis cristalinas do Oceano Pacífico circundante, além de aludir à "Union Jack" anterior ao ano de 1801 e, consequentemente, aos colonizadores de origem britânica.
O emblema central possui elementos representativos da topografia local em silhueta contra o disco solar. Os elementos marcantes são quatro: Em primeiro plano, uma palmeira Kentia (Howea forsteriana), planta nativa da ilha; em segundo plano, há a representação de duas montanhas, mais especificamente os montes Gower e Lidgbird, respectivamente a maior e a segunda maiores de Lord Howe; aos pés das montalhas é representada a Laguna de Lord Howe.